# SC Verl
Der SC Verl (vollständiger Name: Sportclub Verl von 1924 e. V.) ist ein Fußballverein aus der ostwestfälischen Stadt Verl im Kreis Gütersloh. Der Verein wurde am 6. September 1924 gegründet und hat 1350 Mitglieder (Stand: November 2024). Die Vereinsfarben sind Schwarz und Weiß. Die erste Mannschaft spielt seit 2020 in der 3. Liga. Zu ihren größten Erfolgen zählen die Westfalenpokalsiege 1992, 1999 und 2007, die Meisterschaften in der Oberliga Westfalen 1991 (mit Teilnahme an der Aufstiegsrunde zur 2. Bundesliga) und 2007, das Vordringen bis ins Achtelfinale des DFB-Pokals sowie der Aufstieg in die 3. Liga 2020.
Der Verein trägt seine Heimspiele in der Verler Sportclub Arena aus, die 5207 Zuschauern Platz bietet. Bekanntester ehemaliger Spieler ist der spätere deutsche Nationalspieler Arne Friedrich, der in der Saison 1999/2000 für den SC Verl spielte.

## Geschichte

### Frühe Jahre (1924 bis 1970)
| Saison  | Liga                       | Klasse | Platz | Punkte | Tore  |
| ------- | -------------------------- | ------ | ----- | ------ | ----- |
| 1959/60 | 1. Kreisklasse Wiedenbrück | VI     | 1.    | 47:09  | 88:24 |
| 1960/61 | Bezirksklasse, Gr. 2       | V      | 7.    | 26:30  | 47:47 |
| 1961/62 | Bezirksklasse, Gr. 2       | V      | 9.    | 27:29  | 45:60 |
| 1962/63 | Bezirksklasse, Gr. 2       | V      | 4.    | 33:23  | 53:56 |
| 1963/64 | Bezirksklasse, Gr. 2       | V      | 3.    | 29:23  | 47:48 |
| 1964/65 | Bezirksklasse, Gr. 2       | V      | 12.0  | 26:34  | 52:57 |
| 1965/66 | Bezirksklasse, Gr. 2       | V      | 14.0  | 27:37  | 50:75 |
| 1966/67 | Bezirksklasse, Gr. 2       | V      | 13.0  | 23:33  | 42:60 |
| 1967/68 | Bezirksklasse, Gr. 2       | V      | 9.    | 25:31  | 41:42 |
| 1968/69 | Bezirksklasse, Gr. 2       | V      | 6.    | 33:27  | 47:33 |
| 1969/70 | Bezirksklasse, Gr. 2       | V      | 1.    | 41:15  | 69:27 |
| 1970/71 | Landesliga, Gr. 1          | IV     | 3.    | 37:23  | 52:35 |
| 1971/72 | Landesliga, Gr. 1          | IV     | 6.    | 32:28  | 35:38 |
| 1972/73 | Landesliga, Gr. 1          | IV     | 3.    | 48:16  | 86:35 |
| 1973/74 | Landesliga, Gr. 1          | IV     | 3.    | 35:25  | 54:42 |
| 1974/75 | Landesliga, Gr. 1          | IV     | 7.    | 34:30  | 38:32 |
| 1975/76 | Landesliga, Gr. 1          | IV     | 7.    | 34:30  | 47:41 |
| 1976/77 | Landesliga, Gr. 1          | IV     | 7.    | 31:33  | 38:36 |
| 1977/78 | Landesliga, Gr. 1          | IV     | 2.    | 43:17  | 66:29 |
| 1978/79 | Verbandsliga, Gr. 1        | IV     | 4.    | 34:26  | 53:45 |
| 1979/80 | Verbandsliga, Gr. 1        | IV     | 5.    | 35:25  | 56:35 |
| 1980/81 | Verbandsliga, Gr. 1        | IV     | 2.    | 44:16  | 76:31 |
| 1981/82 | Verbandsliga, Gr. 1        | IV     | 8.    | 30:30  | 46:52 |
| 1982/83 | Verbandsliga, Gr. 1        | IV     | 4.    | 48:20  | 68:42 |
| 1983/84 | Verbandsliga, Gr. 1        | IV     | 4.    | 43:25  | 64:44 |
| 1984/85 | Verbandsliga, Gr. 1        | IV     | 2.    | 48:20  | 96:48 |
| 1985/86 | Verbandsliga, Gr. 1        | IV     | 1.    | 55:17  | 87:32 |

Sportbegeisterte junge Männer, die teilweise aus dem Ruhrgebiet stammten, gründeten am 6. September 1924 im Gasthaus Ignaz Schroeder den SC Verl. Dieser verfügte anfangs noch über eine Leichtathletikabteilung, die jedoch im Jahre 1929 geschlossen wurde. Die Gründung des Vereins sorgte anfangs beim Lokalrivalen TV Verl für Unmut. Der Verein drohte sogar seinen Mitgliedern mit dem Ausschluss, sollte sich jemand dem SC Verl beitreten. Nach wenigen Jahren legten sich die Streitereien und beide Vereine organisierten gemeinsame Aktionen und Veranstaltungen. 1928 gelang der Aufstieg in die 1. Kreisklasse Bielefeld-Wiedenbrück. Den ersten Titel errang der Verein im Jahr 1931, als der SCV Gau-Pokalsieger im Kreis Wiedenbrück wurde. Ein Jahr später folgte der Aufstieg in die 2. Bezirksklasse. Während der Saison blieb die Mannschaft ohne Punktverlust. Nach der Machtübernahme der Nationalsozialisten wurden jüdische Mitglieder ausgeschlossen. Mit dem Beginn des Zweiten Weltkriegs kam der Spielbetrieb zum Erliegen. Lediglich im Juniorenbereich wurde noch gespielt. 
Nach dem Ende des Zweiten Weltkriegs spielten die Verler zunächst überwiegend in der Kreisklasse. 1947 gelang der Aufstieg in die Bezirksklasse, dem ein Jahr später der Abstieg als Tabellenvorletzter folgte. Ein Höhepunkt der Saison war ein 2:2 gegen den SVA Gütersloh vor 3000 Zuschauern. In den folgenden Jahren forcierte der Verein die Nachwuchsarbeit. 1960 stieg die erste Mannschaft erneut in die Bezirksklasse auf. 1967, als der Sportclub Verl den Abstieg aus der Bezirksklasse noch gerade so verhindern konnte, übernahm der Verler Unternehmer Wolfgang Beckhoff zunächst als Vorsitzender, ab 1973 dann als Verwaltungsrat und Hauptsponsor das Ruder, und wandelte den SC Verl in einen ambitionierten Verein um. Bereits drei Jahre später gelang der Aufstieg in die Landesliga. 

### Sportlicher Aufschwung (1970 bis 1986)

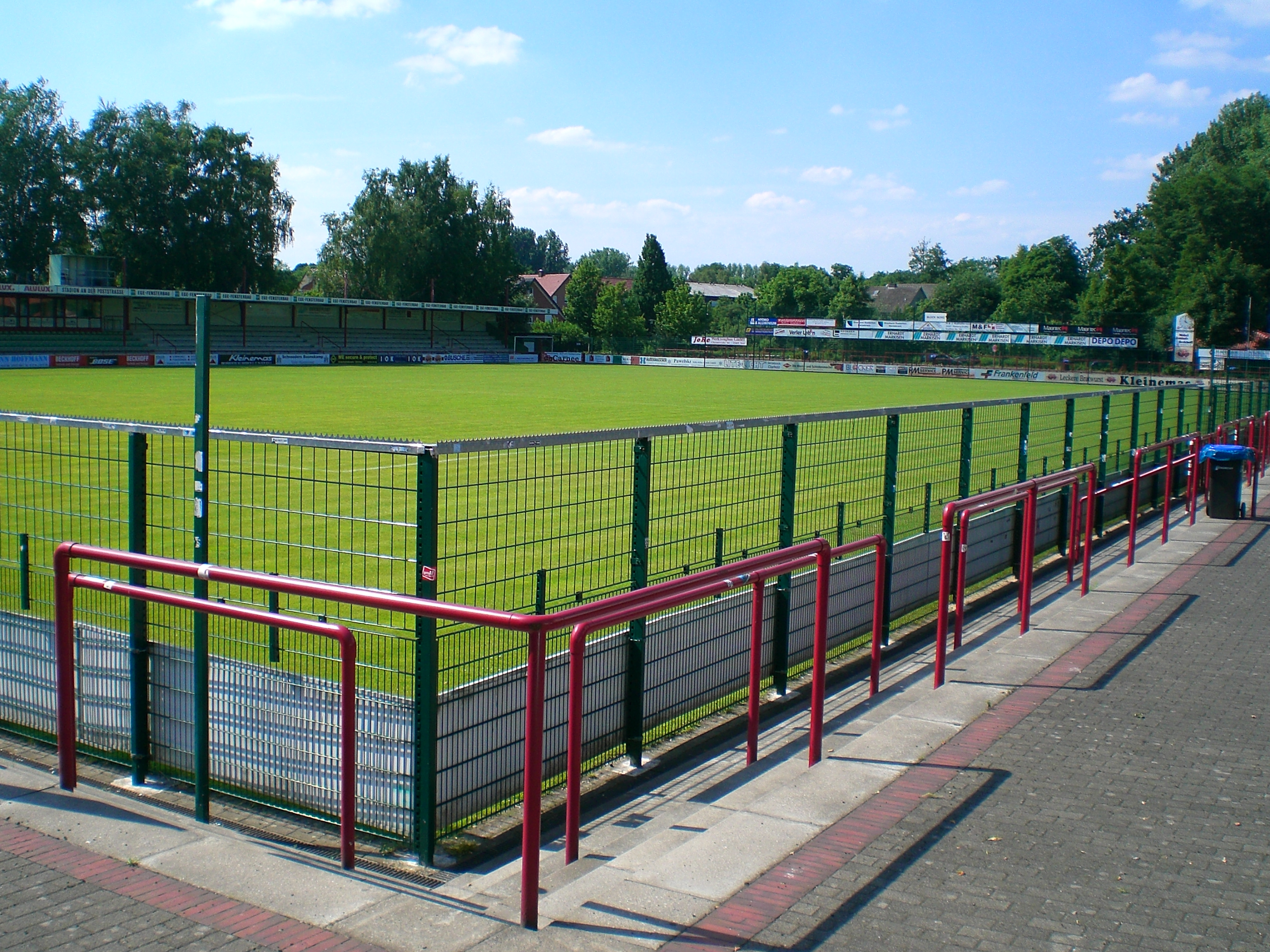
Stadion an der Poststraße (2008)

Sportlich konnte sich die Mannschaft schnell in der Landesliga etablieren und belegte stets Positionen in der oberen Tabellenhälfte. In der Saison 1972/73 wurden die Verler mit nur zwei Punkten Rückstand auf Meister SC Herford Dritter. Das Spitzenspiel gewannen die Herforder im eigenen Stadion vor 8000 Zuschauern mit 2:1. Ein Jahr später wurden die Verler erneut Dritter, diesmal jedoch mit deutlichen 20 Punkten Rückstand auf den Bünder SV. Während der Saison trat der Vorsitzende Karl-Theodor Füßmann zurück, nachdem bekannt wurde, dass der Verein es versäumte, die Umsatzsteuer aus den Eintrittsgeldern abzuführen. Der Verein musste daraufhin 30.000 Mark nachzahlen. 1978 wurde der SC Verl unter Trainer Georg Stürz Vizemeister seiner Landesligastaffel hinter dem BV Bad Lippspringe. Durch die Einführung der Oberliga Westfalen kam es zu einem erhöhten Aufstieg, so dass der SC Verl in die nun viertklassige Verbandsliga Westfalen aufstieg.
In der Saison 1979/80 nahm der SC erstmals am DFB-Pokal-Wettbewerb teil. In der ersten Runde sorgte die Mannschaft mit einem 2:1-Sieg beim Oberligisten VfB Oldenburg für eine Überraschung. Es folgte ein 3:1-Sieg über die SV Elversberg. Das Aus kam in der dritten Runde durch eine 1:7-Heimniederlage vor 3500 Zuschauern gegen den Zweitligisten Stuttgarter Kickers, bei der der spätere Nationalspieler Karl Allgöwer alleine vier Tore erzielte. Den Ehrentreffer für die Verler erzielte Dieter Brandy. In der Verbandsliga Westfalen erreichte der SC Verl stets Platzierungen in der oberen Tabellenhälfte. 1981 wurde die Mannschaft mit zwei Punkten Rückstand auf Eintracht Heessen Vizemeister. Ein Jahr später wurden die Verler Achter, die schlechteste Platzierung der Verbandsligaära. Zur Saison 1984/85 übernahm Fritz Grösche den Trainerposten und führte sein Team erneut zur Vizemeisterschaft. Dieses Mal fehlte den Verlern ein Punkt auf den Meister 1. FC Recklinghausen. Ein Jahr später wurde der SC Verl mit vier Punkten Vorsprung auf den Bünder SV Meister und stieg in die seinerzeit drittklassige Oberliga Westfalen auf.

### Oberliga Westfalen (1986 bis 1994)
| Saison  | Liga               | Klasse | Platz | Punkte | Tore  | Zuschauer |
| ------- | ------------------ | ------ | ----- | ------ | ----- | --------- |
| 1986/87 | Oberliga Westfalen | III    | 09.   | 29:31  | 56:53 | 1027      |
| 1987/88 | Oberliga Westfalen | III    | 13.   | 25:35  | 43:51 | 1037      |
| 1988/89 | Oberliga Westfalen | III    | 07.   | 31:29  | 41:38 | 1267      |
| 1989/90 | Oberliga Westfalen | III    | 06.   | 29:31  | 41:37 | 1113      |
| 1990/91 | Oberliga Westfalen | III    | 01.   | 44:16  | 65:32 | 1504      |
| 1991/92 | Oberliga Westfalen | III    | 03.   | 44:16  | 65:35 | 1640      |
| 1992/93 | Oberliga Westfalen | III    | 02.   | 49:19  | 68:33 | 1451      |
| 1993/94 | Oberliga Westfalen | III    | 05.   | 35:25  | 47:37 | 1569      |

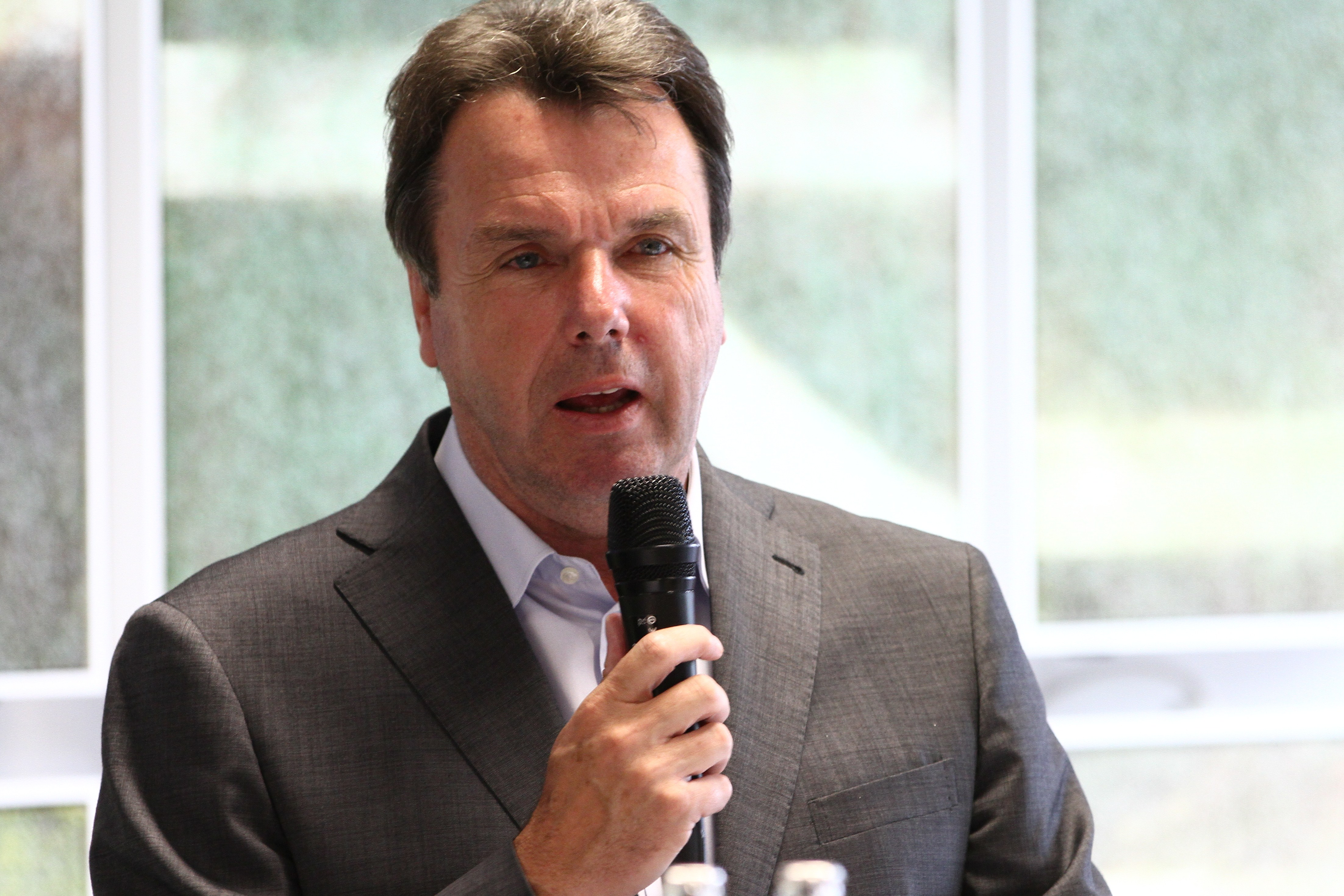
Heribert Bruchhagen, Trainer von 1988 bis 1989

Die als „Dorfelf“ bezeichnete Verler Mannschaft konnte sich auf Anhieb in der Oberliga etablieren. Sie erreichte in der Saison 1986/87 den neunten Platz. Erstmals traf der Verein dabei auf den Lokalrivalen FC Gütersloh. Beide Mannschaften konnten ihre jeweiligen Auswärtsspiele gewinnen. In der folgenden Saison 1987/88 mussten die Verler hingegen lange um den Klassenerhalt bangen. Am letzten Spieltag konnte die mittlerweile von Günther Rybarczyk trainierte Mannschaft durch einen 4:1-Sieg bei Rot-Weiß Lüdenscheid den Klassenerhalt sichern. Dabei wies der SC Verl gegenüber den punktgleichen Amateuren des VfL Bochum eine um sechs Tore bessere Tordifferenz auf.
Ab 1988 geriet der SC Verl in der Oberliga nie wieder in Abstiegsnöte. Nach dem Abschluss der Saison 1989/90 war der SC zum ersten Mal die sportliche Nummer eins im Kreis Gütersloh, da der FC Gütersloh als Vorletzter in die Verbandsliga absteigen musste. Die folgende Saison 1990/91 brachte mit der Meisterschaft der Oberliga Westfalen den ersten Höhepunkt der Vereinsgeschichte. Die Verler schlossen die Spielzeit mit einem Punkt Vorsprung auf den ASC Schöppingen und mit zwei Zählern auf den VfR Sölde ab. Am letzten Spieltag sicherten sich die Verler durch ein Tor von Martin Menzel in der letzten Minute beim DSC Wanne-Eickel den Titel. Kurz vor Saisonende trennte sich der Verein vom Trainer Fritz Grösche, da dieser für die kommende Saison bei Arminia Bielefeld unterschrieben hatte. Sein Nachfolger wurde Günter Luttrop.
Als Meister der Oberliga Westfalen erreichten die Verler die Aufstiegsrunde zur 2. Bundesliga, wo sie auf den VfL Wolfsburg, den 1. SC Göttingen 05 (Meister bzw. Vizemeister der Oberliga Nord), den FC Remscheid (Meister der Oberliga Nordrhein) und Tennis Borussia Berlin (Meister der Oberliga Berlin) trafen. Da das heimische Stadion an der Poststraße für die Aufstiegsrunde nicht geeignet war, trug der SC Verl seine Heimspiele im Gütersloher Heidewaldstadion aus. Die Verler starteten mit einem Remis gegen Göttingen und einem Sieg in Berlin. Es folgten zwei Niederlagen gegen Wolfsburg und in Remscheid. Nach zwei Siegen in Göttingen und gegen Berlin keimte noch einmal Hoffnung auf den Aufstieg auf, die aber durch eine 2:3-Niederlage in Wolfsburg zerschlagen wurde. Am letzten Spieltag erreichten die Verler noch ein 3:3 gegen den Aufsteiger FC Remscheid und belegten den vierten Platz.
→ Daten zur Aufstiegsrunde zur 2. Bundesliga 1991

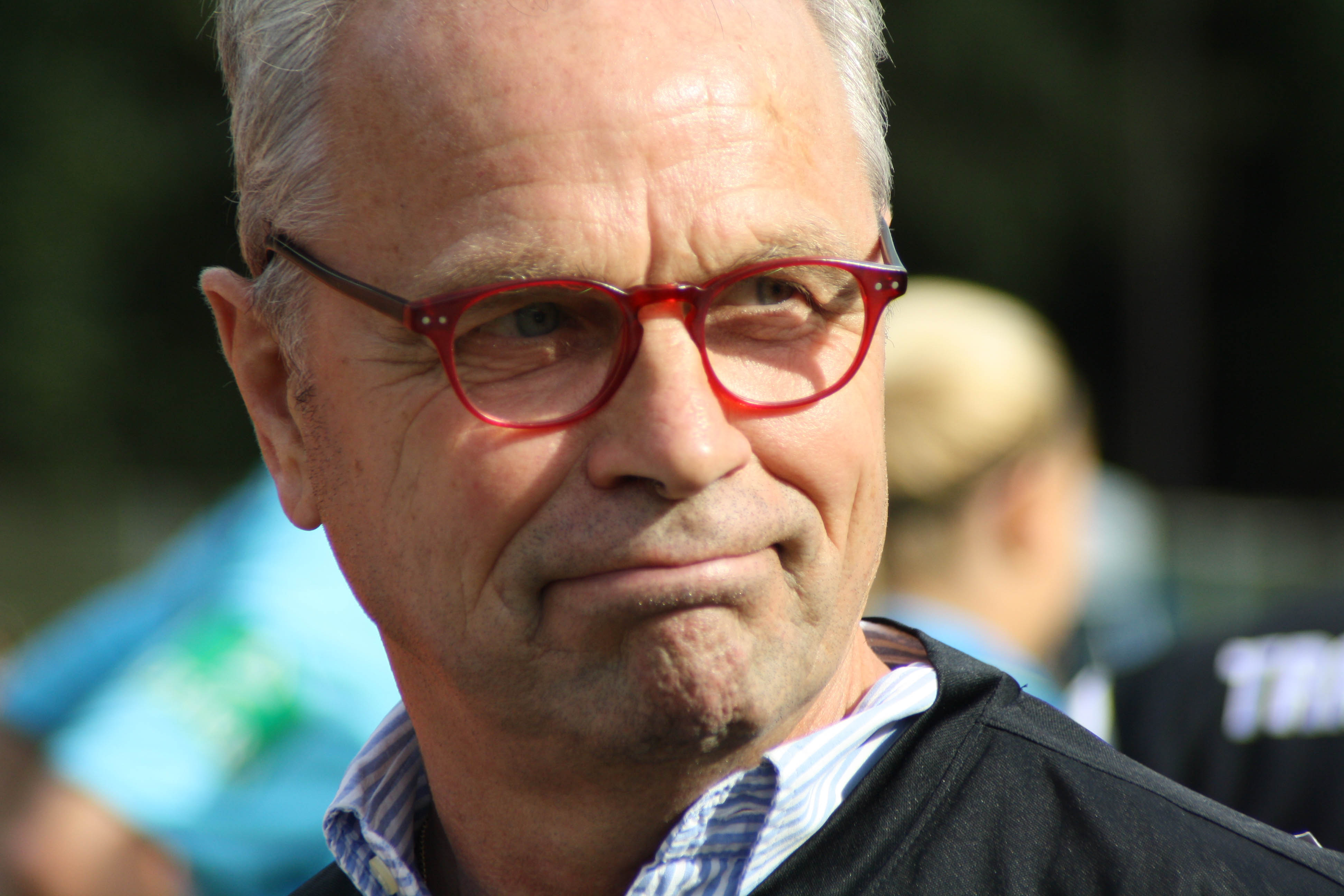
Bernard Dietz, Trainer von 1992 bis 1994

In der Saison 1991/92 konnten die Verler den Titel nicht verteidigen und verpassten aufgrund der schlechteren Tordifferenz hinter dem VfR Sölde auch die Vizemeisterschaft. Durch einen 2:1-Finalsieg über die SpVg Beckum gewann der SC Verl 1992 indes zum ersten Mal den Westfalenpokal und qualifizierte sich für den DFB-Pokal 1992/93. Nach einem Freilos in der ersten Runde unterlagen die Verler dem Fünftligisten Sportfreunde Ricklingen mit 4:5 nach Verlängerung. In der Oberliga-Saison 1992/93 war die vom Ex-Nationalspieler Bernard Dietz trainierte Mannschaft erfolgreicher. Sie wurde mit fünf Punkten Rückstand auf Preußen Münster Vizemeister. Damit qualifizierte sich der SC Verl erstmals für die Deutsche Amateurmeisterschaft. Nach drei knappen Niederlagen gegen den 1. FC Bocholt (1:2), den Halleschen FC (1:2) und den BSV Brandenburg (0:1) unterlagen die Verler am letzten Spieltag den Amateuren von Werder Bremen mit 0:5. Ohne Punktgewinn war der SC Verl damit Letzter der Nordgruppe.
→ Daten zur Deutschen Amateurmeisterschaft 1993
Zur Saison 1994/95 führte der DFB als dritte Spielklasse die Regionalliga ein. Um sich für diese Liga zu qualifizieren, mussten die Mannschaften der Oberliga Westfalen mindestens Sechster in der Saison 1993/94 werden. Der SC Verl verstärkte sich mit zahlreichen regionalen Spielergrößen, darunter mit Dirk Otten, Gerrit Meinke und Andreas Golombek drei ehemalige Spieler von Arminia Bielefeld. Nach einem verpatzten Saisonstart musste Trainer Bernard Dietz im Februar 1994 gehen und wurde durch Dieter Brei ersetzt. Dennoch musste die Mannschaft lange um die Qualifikation zittern, die als Fünfter schließlich erreicht wurde.

### Die erste Regionalligaära (1994 bis 2003)
| Saison             | Liga              | Klasse | Platz | Punkte | Tore  | Zuschauer |
| ------------------ | ----------------- | ------ | ----- | ------ | ----- | --------- |
| 1994/95            | Regionalliga WSW  | III    | 02.   | 44:24  | 64:35 | 2.263     |
| 1995/96            | Regionalliga WSW  | III    | 10.   | 49     | 56:55 | 1503      |
| 1996/97            | Regionalliga WSW  | III    | 07.   | 49     | 61:52 | 1402      |
| 1997/98            | Regionalliga WSW  | III    | 10.   | 47     | 52:56 | 1142      |
| 1998/99            | Regionalliga WSW  | III    | 10.   | 47     | 55:56 | 1260      |
| 1999/00            | Regionalliga WSW  | III    | 09.   | 49     | 49:44 | 1423      |
| 2000/01            | Regionalliga Nord | III    | 06.   | 55     | 53:46 | 1521      |
| 2001/02            | Regionalliga Nord | III    | 11.   | 45     | 57:61 | 1431      |
| 2002/03            | Regionalliga Nord | III    | 15.   | 40     | 47:65 | 1252      |
| WSW = West/Südwest |                   |        |       |        |       |           |

Nach einem 4:1-Sieg über den VfB Wissen war der SC Verl erster Tabellenführer der Regionalliga West/Südwest. Während der Saison 1994/95 standen die Verler an insgesamt sieben Spieltagen an der Tabellenspitze. Ein Höhepunkt der Saison war das Auswärtsspiel bei Rot-Weiss Essen vor 18.000 Zuschauern, bei dem sich die Essener durch einen 2:0-Sieg die Herbstmeisterschaft sicherten. Am letzten Spieltag sicherten sich die Verler durch einen 5:2-Sieg über Essen die Vizemeisterschaft hinter Arminia Bielefeld. Dabei hatten die Verler das um fünf Tore bessere Torverhältnis gegenüber dem punktgleichen FSV Salmrohr. Angelo Vier war mit 20 Saisontoren der zweitbeste Torjäger der Liga. Erneut qualifizierten sich die Verler für die Deutsche Amateurmeisterschaft. Sie waren aber wie bereits 1993 chancenlos. Das Halbfinal-Hinspiel verloren sie bei den Stuttgarter Kickers mit 1:8, erreichten aber im Rückspiel noch ein 3:3-Unentschieden.
→ Daten zur Deutschen Amateurmeisterschaft 1995
Am Saisonende verließen einige Leistungsträger den Verein, der nach einer Prüfung durch die Steuerfahndung hohe Nachzahlungen leisten musste. Nach einer durchschnittlichen Saison 1995/96 startete die Verler Mannschaft ein Jahr später stark in die Saison und belegte viermal den ersten Tabellenplatz. Eine Serie von sieben Spielen ohne Sieg ließ die Mannschaft auf den siebten Platz abrutschen. Es folgten zwei magere Jahre im Mittelfeld der Tabelle. 1999 erreichte die Mannschaft erneut das Finale des Westfalenpokals und schlug den SC Paderborn 07 mit 2:1. Im DFB-Pokal 1999/2000 sorgten die Verler in der ersten Runde für eine Überraschung. Sie schlugen den Bundesligisten Borussia Mönchengladbach mit 6:5 nach Elfmeterschießen. Nachdem der Gladbacher Markus Reiter gescheitert war, verwandelte Arne Friedrich in seinem ersten Spiel in Verls erster Mannschaft den entscheidenden Elfmeter. In der zweiten Runde schieden die Verler durch eine 0:4-Niederlage gegen Eintracht Frankfurt aus.
→ Daten zum DFB-Pokalspiel gegen Mönchengladbach 1999

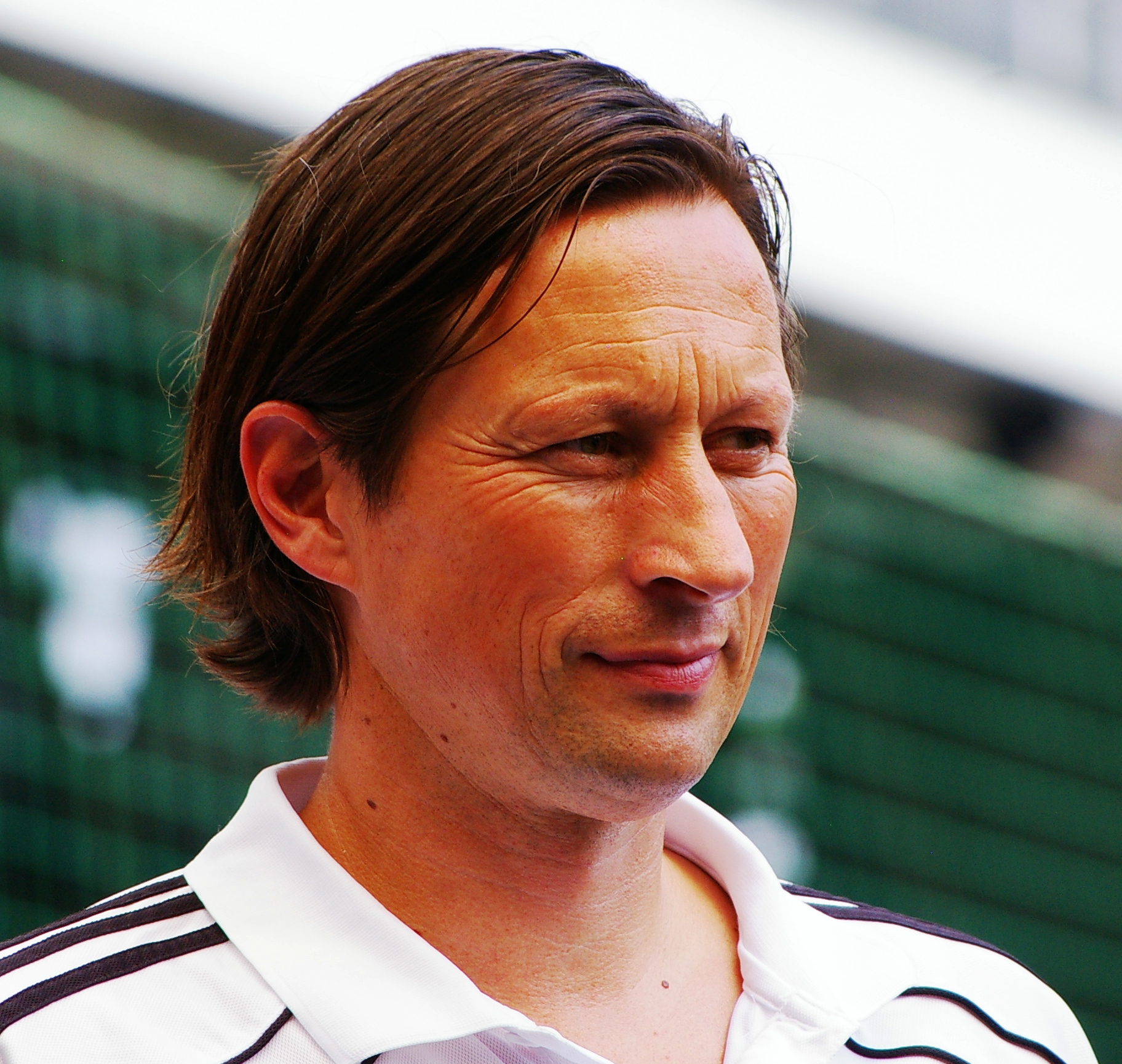
Roger Schmidt spielte von 1995 bis 2004 für Verl

Die Regionalliga-Saison 1999/2000 stand im Zeichen der Qualifikation für die zweigleisige Regionalliga. Um sich zu qualifizieren, musste mindestens Platz elf erreicht werden. Während des Großteils der Saison stand der von Ulrich Sude trainierte SC Verl unterhalb des elften Platzes. Dieter Brei kehrte im März 2000 zurück und führte den SCV mit vier Siegen in Folge am Saisonende an den elften Platz heran, der am vorletzten Spieltag durch einen 3:0-Sieg über den FK Pirmasens gesichert werden konnte. Dieter Hecking übernahm daraufhin die Mannschaft, wurde aber trotz sportlichem Erfolg im Januar 2001 freigestellt. Sein Nachfolger Jörg Weber führte das Team in der Saison 2000/01 auf Platz sechs.
Anschließend rutschten die Verler ins Mittelfeld der Tabelle ab, ehe 2003 schließlich nach 17 Jahren Zugehörigkeit zur dritthöchsten Spielklasse der Abstieg in die Oberliga folgte. Im Oktober 2002 trennte sich der Verein vom Trainer Jörg Weber und holte Dieter Brei zurück. Dieser wiederum musste im März 2003 seinen Hut nehmen. Als Interimstrainer übernahmen Manfred Niehaus, Tino Milde und Andreas Ortkemper die Verantwortung. Ein 2:1-Sieg beim SC Paderborn 07 am letzten Spieltag reichte nicht, da der unmittelbare Konkurrent Hamburger SV Amateure mit 4:2 beim KFC Uerdingen 05 gewann.

### Oberligajahre und Rückkehr in die Regionalliga (2003 bis 2012)
| Saison  | Liga               | Klasse | Platz | Punkte | Tore  | Zuschauer |
| ------- | ------------------ | ------ | ----- | ------ | ----- | --------- |
| 2003/04 | Oberliga Westfalen | IV     | 02.   | 60     | 68:41 | .0774     |
| 2004/05 | Oberliga Westfalen | IV     | 05.   | 59     | 55:41 | .0791     |
| 2005/06 | Oberliga Westfalen | IV     | 02.   | 70     | 75:43 | .0953     |
| 2006/07 | Oberliga Westfalen | IV     | 01.   | 75     | 63:28 | 1215      |
| 2007/08 | Regionalliga Nord  | III    | 18.   | 32     | 32:55 | 1151      |
| 2008/09 | Regionalliga West  | IV     | 08.   | 49     | 45:42 | .0541     |
| 2009/10 | Regionalliga West  | IV     | 09.   | 47     | 41:41 | .0474     |
| 2010/11 | Regionalliga West  | IV     | 09.   | 48     | 40:34 | .0671     |
| 2011/12 | Regionalliga West  | IV     | 10.   | 46     | 39:48 | .0410     |

Der direkte Wiederaufstieg in die Regionalliga wurde unter dem neuen Trainer Andreas Fischer verpasst. Trotz eines 4:0-Sieges über den SV Lippstadt 08 am letzten Spieltag wurden die Verler nur Vizemeister hinter Arminia Bielefeld II, die den FC Eintracht Rheine gleichzeitig mit 8:0 schlugen und sich den Titel so nicht mehr nehmen ließen. Während der Saison 2005/06 führte nunmehr von Mario Ermisch trainierte der SC Verl monatelang die Tabelle an, ehe die Mannschaft durch eine Serie von vier sieglosen Spielen ins Straucheln geriet. Schließlich wurden die Verler hinter Borussia Dortmund II erneut Vizemeister. Ein Jahr später übernahm der SCV zu Beginn der Rückrunde die Tabellenführung und gab sie nicht mehr ab. Am Saisonende hatte der SC Verl 13 Punkte Vorsprung auf Schalke 04 II und kehrte zurück in die Regionalliga.
Darüber hinaus besiegte die Mannschaft im Finale des Westfalenpokals den Regionalligisten Rot Weiss Ahlen mit 4:2 und gewann damit die Trophäe zum dritten Mal. In der ersten Runde im DFB-Pokal 2007/08 schieden die Verler mit 0:3 gegen den TSV 1860 München aus. In der Regionalliga-Saison 2007/08 stand der SC Verl vor einer schweren Spielzeit. Um die Qualifikation für die nach der Saison neu aufgestellte 3. Liga zu schaffen war der zehnte Platz erforderlich. Eine schwache Rückrunde ließ die Mannschaft auf den vorletzten Platz abrutschen, so dass die Verler in der nunmehr dreigleisigen Regionalliga verblieben.
Im Rahmen des Fußball-Wettskandals 2009 gerieten zwei Partien des SC Verl aus der Saison 2008/09 unter Manipulationsverdacht. Die beiden Mittelfeldspieler Patrick Neumann und Tim Hagedorn sollen mindestens 20.000 Euro dafür erhalten haben, die sportlich bedeutungslosen Spiele gegen die Amateurmannschaften des 1. FC Köln und von Borussia Mönchengladbach absichtlich zu verlieren. Neumann und Hagedorn wurden daraufhin vom Verein suspendiert und ihre Verträge in der Folge aufgelöst. Sportlich erreichten die seit 2009 von Raimund Bertels trainierten Verler in den folgenden Jahren jeweils Abschlussplatzierungen im Mittelfeld der Regionalliga West. 2010 erreichte die Mannschaft zum vierten Mal das Endspiel des Westfalenpokals, verlor das Spiel gegen Preußen Münster jedoch mit 1:4. Trotz der Niederlage qualifizierte sich der SC Verl erneut für den DFB-Pokal und verlor sein Erstrundenspiel gegen den TSV 1860 München mit 1:2. Im Dezember 2013 sorgte der Verein durch die Verpflichtung von Ex-Nationalspieler David Odonkor als Co-Trainer bundesweit für Schlagzeilen.

### Weg in den Profifußball (2012 bis 2020)
| Saison  | Liga              | Klasse | Platz | Punkte | Tore  | Zuschauer |
| ------- | ----------------- | ------ | ----- | ------ | ----- | --------- |
| 2012/13 | Regionalliga West | IV     | 10.   | 50     | 68:56 | .0586     |
| 2013/14 | Regionalliga West | IV     | 11.   | 50     | 41:45 | .0595     |
| 2014/15 | Regionalliga West | IV     | 07.   | 54     | 53:32 | .0640     |
| 2015/16 | Regionalliga West | IV     | 10.   | 51     | 43:46 | .0569     |
| 2016/17 | Regionalliga West | IV     | 13.   | 40     | 37:49 | .0851     |
| 2017/18 | Regionalliga West | IV     | 08.   | 50     | 47:33 | .0803     |
| 2018/19 | Regionalliga West | IV     | 07.   | 46     | 51:46 | .0903     |
| 2019/20 | Regionalliga West | IV     | 02.   | 53     | 51:14 | 1062      |

Im Sommer 2012 wurden die Regionalligen in Deutschland neu organisiert und aus der drei- wurde eine fünfgleisige Liga. Sportlich kamen die Verler nicht über Mittelmaß hinaus. Im Sommer 2013 übernahm Andreas Golombek das Traineramt an der Poststraße. 2015 erreichten die Verler nach einem überraschenden 2:1-Halbfinalsieg über Arminia Bielefeld das Endspiel um den Westfalenpokal. Sie unterlagen jedoch im eigenen Stadion nach torlosen 120 Minuten den Sportfreunden Lotte mit 3:4 im Elfmeterschießen. Während der Saison 2016/17 gerieten die Verler in Abstiegsgefahr. Andreas Golombeck wurde im April 2017 als Trainer freigestellt und durch Guerino Capretti ersetzt, der zuvor als Spielertrainer beim Delbrücker SC wirkte. Unter Capretti konnte die Klasse gehalten werden. Kurioserweise spielte Capretti noch bis zum Saisonende für die Delbrücker weiter, ehe er sich ab der Saison 2017/18 voll auf seinen Trainerjob in Verl konzentrierte. In den folgenden Jahren arbeiteten sich die Verler langsam nach oben.
In der Saison 2019/20 avancierte der SC Verl zur Überraschungsmannschaft im DFB-Pokal. Die Mannschaft gewann in Runde eins gegen den Erstligisten FC Augsburg mit 2:1 und schlug in Runde zwei den Zweitligisten Holstein Kiel mit 8:7 im Elfmeterschießen (1:1 n. V.). Damit qualifizierten sich die Verler zum ersten Mal in der Vereinsgeschichte für das Pokal-Achtelfinale, welches gegen den 1. FC Union Berlin durch ein spätes Gegentor von Robert Andrich mit 0:1 verloren ging. Die Regionalliga-Saison wurde nach etwa zwei Dritteln aufgrund der COVID-19-Pandemie abgebrochen. Zu diesem Zeitpunkt lag Verl nur knapp hinter dem SV Rödinghausen auf dem zweiten Platz. Da Rödinghausen keine Lizenz für die 3. Liga beantragte, nahm der SC Verl an den Aufstiegsspielen teil. Hier setzte man sich durch ein 2:2 im Auswärtsspiel und 1:1 im Heimspiel gegen den 1. FC Lokomotive Leipzig durch und stieg somit erstmals in die 3. Liga auf. Ron Schallenberg erzielte das entscheidende Tor im Rückspiel. Wegen des Corona-Ausbruchs bei der Firma Tönnies in Rheda-Wiedenbrück mussten die Verler ihr Heimspiel in der Bielefelder SchücoArena austragen.
→ Daten zum DFB-Pokalspiel gegen Union Berlin 2020 und Daten zu den Aufstiegsspielen zur 3. Liga 2020

### 3. Liga (seit 2020)
| Saison  | Liga    | Platz | Punkte | Tore  | Zuschauer |
| ------- | ------- | ----- | ------ | ----- | --------- |
| 2020/21 | 3. Liga | 07.   | 55     | 66:55 | .0105     |
| 2021/22 | 3. Liga | 16.   | 40     | 56:66 | 1.106     |
| 2022/23 | 3. Liga | 10.   | 49     | 60:58 | 1.495     |
| 2023/24 | 3. Liga | 12.   | 53     | 59:56 | 2.625     |
| 2024/25 | 3. Liga | 07.   | 57     | 62:55 | 2.789     |

Als Abstiegskandidat in die Saison 2020/21 gestartet, überraschten die Verler erneut, belegten durchgehend einen Platz in der oberen Tabellenhälfte und erreichten am Saisonende den siebten Platz, nicht zuletzt dank 4:0-Siegen beim MSV Duisburg oder dem 1. FC Magdeburg. In der folgenden Saison 2021/22 tat sich die durch viele Ab- und Zugänge veränderte Mannschaft deutlich schwerer und kämpfte gegen den Abstieg. Im Februar 2022 musste Aufstiegstrainer Capretti nach nur einem Sieg aus den vorherigen 14 Spielen gehen und wurde durch Michél Kniat ersetzt, der zuvor die zweite Mannschaft des SC Paderborn 07 trainierte und eigentlich erst zum Saisonende an die Poststraße wechseln sollte. Die Klasse konnte letztlich durch ein 1:1 gegen den MSV Duisburg am letzten Spieltag gesichert werden. In diesen ersten beiden Drittliga-Spielzeiten wählte das Online-Portal liga3-online.de jeweils ein Spiel des SC Verl zum „Spiel des Jahres“.
Vor der Saison 2022/23 kam es zu einem gewaltigen Umbruch im Kader, der gleich 20 Abgänge zu verzeichnen hatte. Die Mannschaft begann die Saison mit nur einem Punkt aus fünf Spielen und fanden sich am Ende der Tabelle wieder, konnten in der Folge die spielerische Leistung aber in Zählbares umwandeln und letztlich den Klassenerhalt schon fünf Spieltage vor Saisonende feiern. Zur Saison 2023/24 verlor man Trainer Kniat an Arminia Bielefeld. Sein Nachfolger wurde Alexander Ende. Die Saison begann mit drei Niederlagen in Folge. Mit dem 3:1-Heimsieg im Derby gegen Arminia Bielefeld vor ausverkauftem Haus am 9. Spieltag schaffte der SC Verl jedoch die Wende und startete eine Serie von zehn Spielen ohne Niederlage, darunter fünf Siege in Folge, was den Sportclub zwischenzeitlich auf den 3. Tabellenplatz brachte. Der von Dynamo Dresden ausgeliehene Oliver Batista-Meier zeichnete sich dabei durch neun Tore und zahlreiche Vorlagen besonders aus, darunter ein Hattrick innerhalb von nur 14 Spielminuten beim 0:5-Auswärtserfolg bei Rot-Weiss Essen. Allerdings beendete Dynamo Dresden in der Folge die Leihe vorzeitig in der Winterpause und lieh Batista-Meier stattdessen an die Grasshopper Zürich aus. Überraschend wechselte dann auch Mannschaftskapitän Maël Corboz kurzfristig zu Arminia Bielefeld, so dass der Sportclub ohne seine beiden stärksten Spieler in die Rückrunde musste. Daraufhin brach die Leistung ein, man verlor zwischendurch fünfmal in Folge, bis man – wieder mit dem Derby gegen Arminia Bielefeld, das 1:1 endete – zurück in die Spur fand und von den letzten elf Spielen nur noch zwei verlor. Der Klassenerhalt wurde am drittletzten Spieltag auch rechnerisch gesichert.

## Erfolge und Statistiken

### Erfolge
| - Aufstieg in die 3. Liga: 2020 - Meister der Oberliga Westfalen: 1991, 2007 - DFB-Pokal-Achtelfinalist: 2019/20 - Westfalenpokalsieger: 1992, 1999, 2007 - Westfalenpokalfinalist: 2010, 2015, 2024 | - Aufstieg der A-Jugend in die Bundesliga West: 2022 - Westdeutscher B-Jugendmeister in der Halle: 2012 - B-Jugend-Westfalenmeister in der Halle: 2015, 2016, 2018 - Westdeutscher C-Jugendmeister in der Halle: 2012 - C-Jugend-Westfalenmeister in der Halle: 2012 - Ü-50-Westfalenmeister: 2012 |

## Persönlichkeiten

### Kader der Saison 2025/26
(Stand: 30. Juli 2025)
| Nr.        | Nat.                    | Spieler          | im Verein seit | letzter Verein             |
| Torwart    | Torwart                 | Torwart          | Torwart        | Torwart                    |
| ---------- | ----------------------- | ---------------- | -------------- | -------------------------- |
| 01         | Deutschland             | Philipp Schulze  | 2024           | VfL Wolfsburg              |
| 32         | Deutschland             | Fabian Pekruhl   | 2022           | Running Eagles             |
| 40         | Deutschland             | Marlon Zacharias | 2024           | Borussia Dortmund (Jugend) |
| Abwehr     |                         |                  |                |                            |
| 03         | Vereinigte Staaten      | Ethan Kohler     | 2025           | Werder Bremen II           |
| 05         | Deutschland             | Martin Ens       | 2025           | SC Paderborn 07            |
| 14         | Deutschland             | Paul Lehmann     | 2025           | Dynamo Dresden             |
| 19         | Deutschland             | Niko Kijewski    | 2024           | Eintracht Braunschweig     |
| 20         | Marokko                 | Oualid Mhamdi    | 2025           | SpVgg Greuther Fürth       |
| 21         | Kenia                   | Tobias Knost     | 2022           | 1. FC Magdeburg            |
| 24         | Deutschland             | Michel Stöcker   | 2022           | Holstein Kiel II           |
| 34         | Deutschland             | Fynn Otto        | 2024           | Eintracht Frankfurt II     |
| Mittelfeld |                         |                  |                |                            |
| 06         | Deutschland             | Joshua Eze       | 2025           | SC Fortuna Köln            |
| 07         | Deutschland             | Julian Stark     | 2024           | SC Freiburg II             |
| 08         | Deutschland             | Dennis Waidner   | 2025           | SpVgg Unterhaching         |
| 10         | Deutschland             | Berkan Taz       | 2024           | SV Waldhof Mannheim        |
| 16         | Deutschland             | Lukas Demming    | 2024           | Wuppertaler SV             |
| 17         | Bosnien und Herzegowina | Almin Mešanović  | 2025           | Kickers Offenbach          |
| 18         | Deutschland             | Fabian Wessig    | 2025           | Würzburger Kickers         |
| 22         | Deutschland             | Marco Mannhardt  | 2024           | FV Illertissen             |
| 28         | Deutschland             | Yari Otto        | 2022           | Eintracht Braunschweig     |
| 30         | Deutschland             | Timur Gayret     | 2024           | Hallescher FC              |
| Sturm      |                         |                  |                |                            |
| 09         | Deutschland             | Jonas Arweiler   | 2024           | SK Austria Klagenfurt      |
| 11         | Polen                   | Dominik Steczyk  | 2024           | Hallescher FC              |
| 13         | Bosnien und Herzegowina | Alem Japaur      | 2025           | Würzburger Kickers         |
| 23         | Schweiz                 | Alessio Besio    | 2025           | SC Freiburg II             |
| 27         | Deutschland             | Chilohem Onuoha  | 2024           | 1. FC Köln                 |

### Transfers der Saison 2025/26
Stand: 29. Juli 2025
| Zugänge | Abgänge |
| Sommer 2025 | Sommer 2025 |
| --- | --- |
| - Alessio Besio (SC Freiburg II; Leihe) - Martin Ens (SC Paderborn 07; Leihe) - Joshua Eze (SC Fortuna Köln) - Alem Japaur (Würzburger Kickers) - Ethan Kohler (Werder Bremen II; Leihe) - Paul Lehmann (Dynamo Dresden; Leihe) - Marco Mannhardt (FV Illertissen; Leihende) - Almin Mešanović (Kickers Offenbach) - Dennis Waidner (SpVgg Unterhaching) - Fabian Wessig (Würzburger Kickers) | - Tom Baack (1. FC Nürnberg) - Marcel Benger (Preußen Münster) - Konstantin Gerhardt (SC Wiedenbrück; Leihe) - Patrick Kammerbauer (VfL Osnabrück) - Tim Köhler (RB Leipzig U19; Leihende) - Gabriel Kyeremateng (unbekannt) - Lars Lokotsch (Preußen Münster) - Daniel Mikic (Karriereende) - Eduard Probst (SV Rödinghausen) - Willi Reincke (BFC Dynamo) * - Philipp Schulz (1. FSV Mainz 05 II; Leihende) |

### Trainerstab
| Name          | Funktion       | Geburtsdatum      |
| ------------- | -------------- | ----------------- |
| Tobias Strobl | Cheftrainer    | 12. Oktober 1987  |
| Sergej Schmik | Co-Trainer     | 27. November 1989 |
| Fynn Müller   | Torwarttrainer | 6. Mai 2000       |

### Ehemalige Spieler

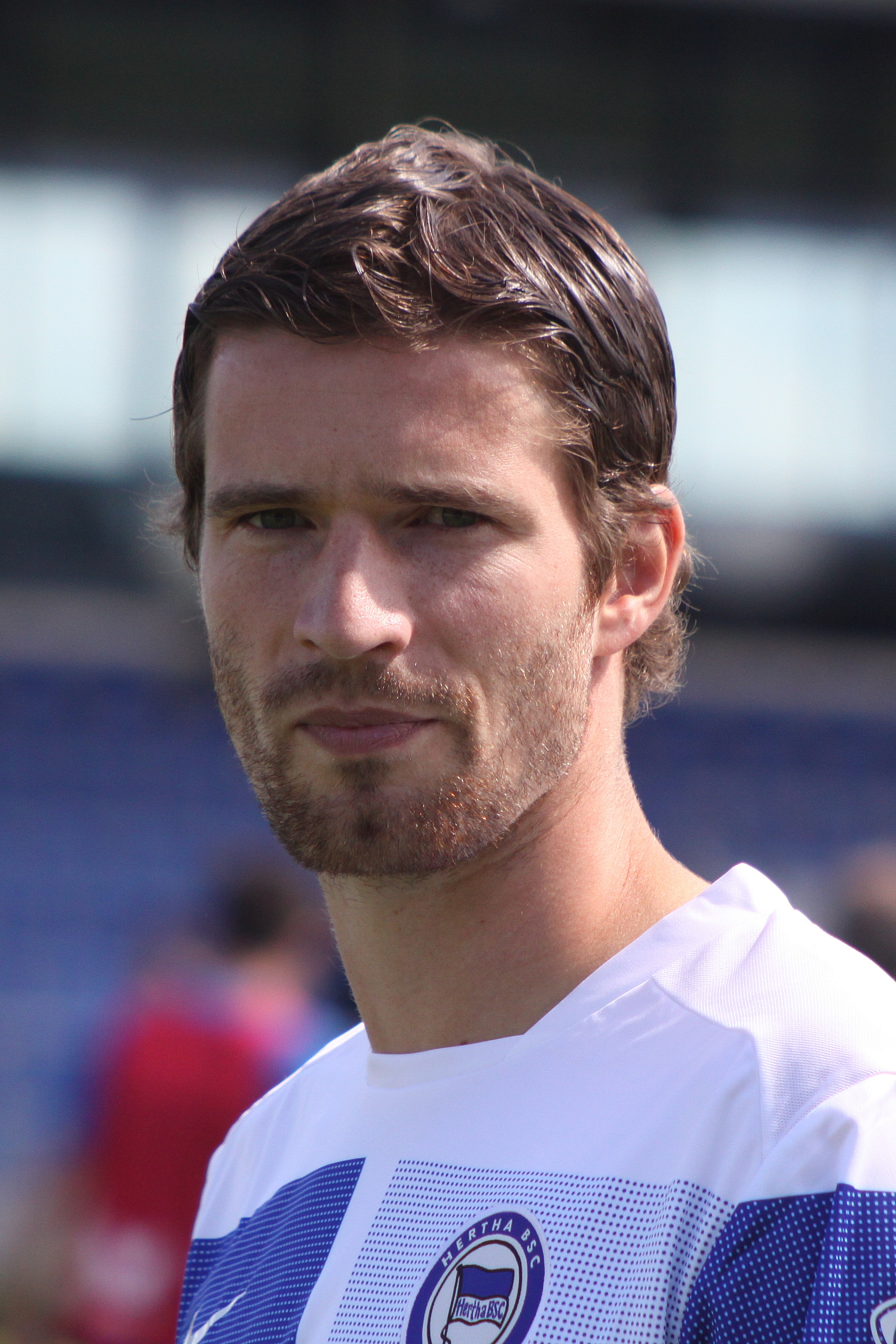
Arne Friedrich

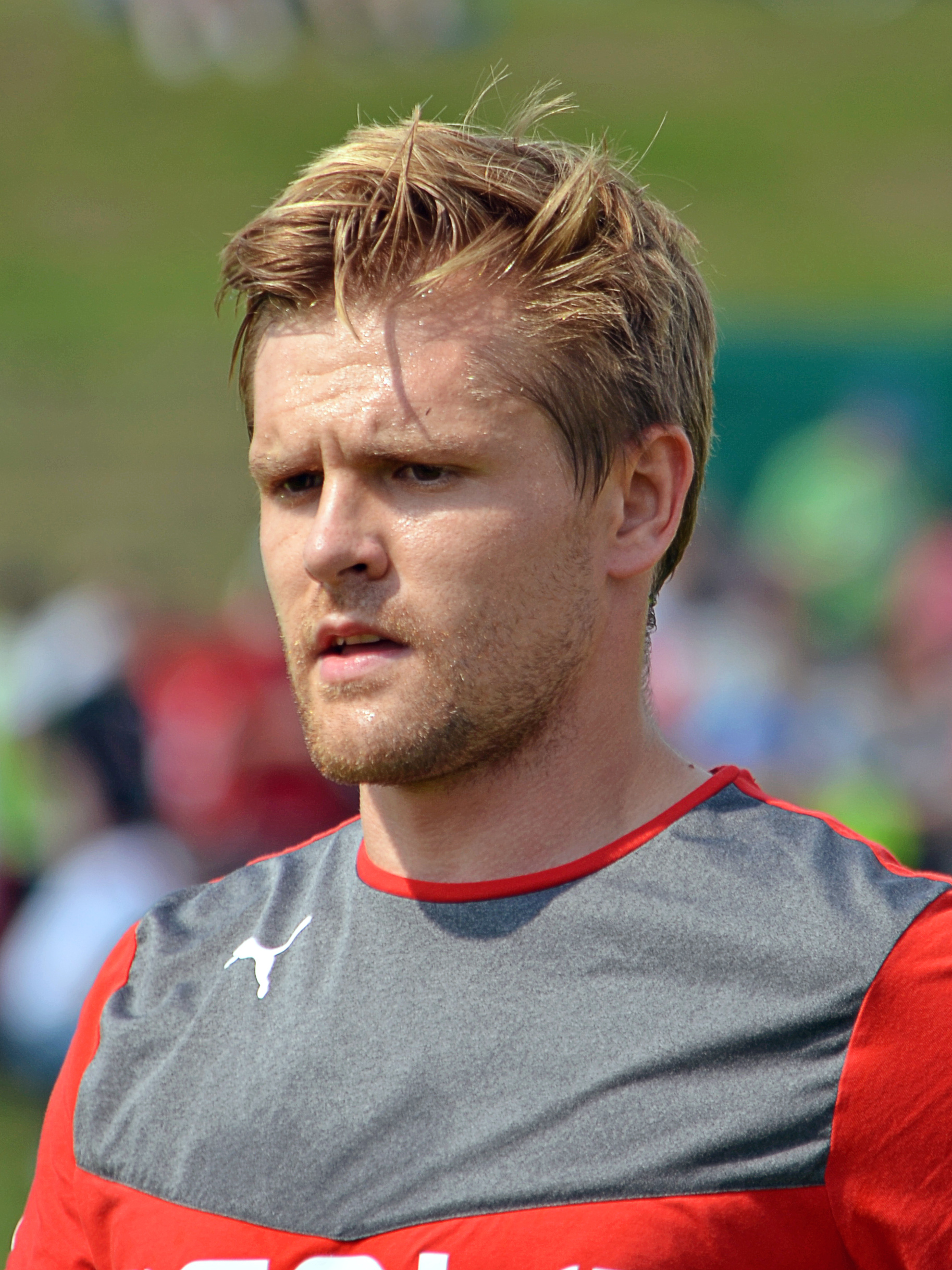
Heinrich Schmidtgal

Der bekannteste ehemalige Spieler des SC Verl ist Arne Friedrich. Der Abwehrspieler kam 1999 aus der Jugend des FC Gütersloh und wurde auf Anhieb Stammspieler. Nach einer Saison wurde er Profi bei Arminia Bielefeld und wechselte 2002 zu Hertha BSC, wo er zum Nationalspieler reifte. In der Saison 2008/09 stellte der SC Verl mit Etienne Barbara einen maltesischen Nationalspieler. Zwischen 2008 und 2010 stellte er mit Ihsan Kalkan einen türkischen U21-Nationalspieler; der ehemalige Verler Heinrich Schmidtgal spielte zwischen 2010 und 2015 vierzehn Mal für Kasachstan.
Darüber hinaus brachte der SC Verl im Laufe der Zeit zahlreiche spätere Bundesliga- und Zweitligaspieler hervor. Der Stürmer Angelo Vier wurde nach seiner ersten Zeit in Verl zweimal Torschützenkönig der 2. Bundesliga.
- Thomas Bertels (2009-2011; später SC Paderborn 07)
- Til Bettenstaedt (1998–1999; später Sportfreunde Siegen)
- Ansgar Brinkmann (1996; zwischenzeitlich Preußen Münster, Eintracht Frankfurt, Tennis Borussia Berlin, VfL Osnabrück, Arminia Bielefeld, LR Ahlen, FC Gütersloh, FC Kärnten und Dynamo Dresden)
- Alois Fortkord (1982–1984; DJK Gütersloh)
- Marco Gebhardt (1996–1997; zwischenzeitlich TSV 1860 München, Eintracht Frankfurt, Energie Cottbus und 1. FC Union Berlin)
- Ralf Kellermann (1995–1997; später Trainer und Champions-League-Sieger mit den Frauen des VfL Wolfsburg)
- Oliver Kirch (2002–2003; später Borussia Mönchengladbach, Arminia Bielefeld, 1. FC Kaiserslautern, Borussia Dortmund)
- Zdenko Miletić (1993–1996; zwischenzeitlich Arminia Bielefeld, Preußen Münster und FC Augsburg)
- Reiner Plaßhenrich (2000–2001; zwischenzeitlich VfB Lübeck und Alemannia Aachen)
- Ulf Raschke (1993–1994 und 2004–2005; zwischenzeitlich Rot-Weiss Essen und FC Gütersloh 2000)
- Frank Scharpenberg (1993–1997 und 2004–2005; zwischenzeitlich Rot-Weiss Essen, Fortuna Düsseldorf, FC Gütersloh und Rot-Weiß Oberhausen)
- Roger Schmidt (1995-2002; später Trainer bei Bayer 04 Leverkusen, Benfica Lissabon und PSV Eindhoven)
- Sebastian Schonlau (2014-2015; später Kapitän beim Hamburger SV)
- Jan Schöppner (2012-2020; später 1. FC Heidenheim)
- Ron Schallenberg (2019-2020; später Kapitän beim SC Paderborn 07 und Spieler beim FC Schalke 04)

### Jahrhundertelf

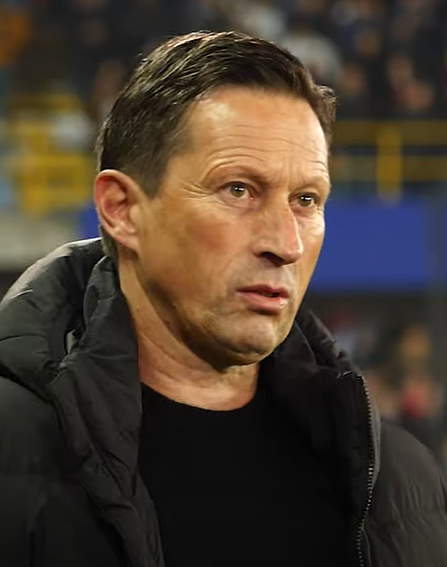
Roger Schmidt

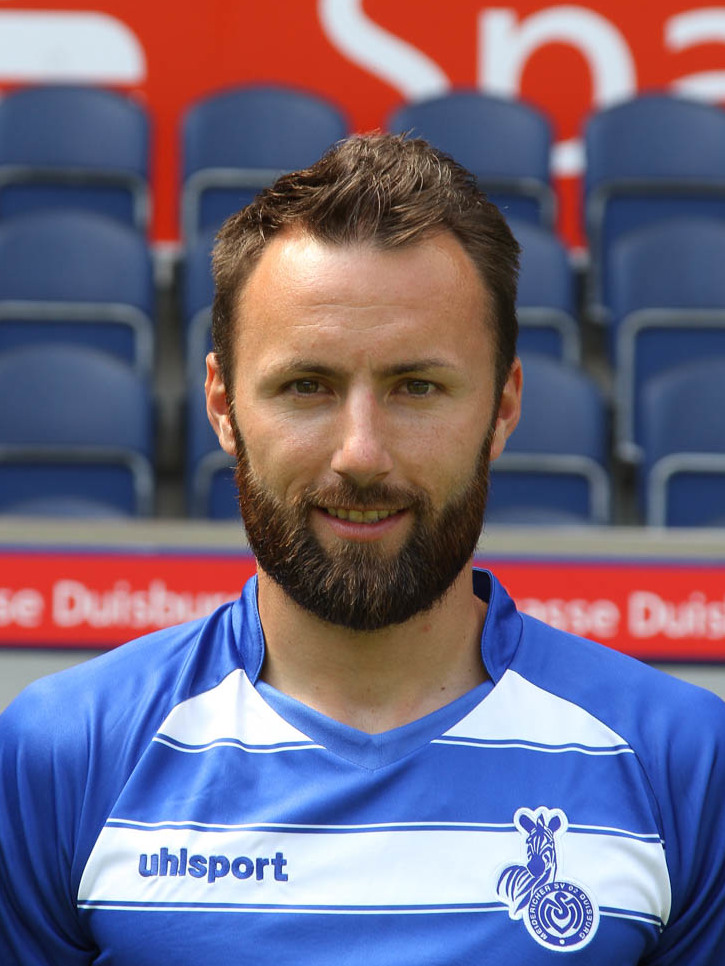
Zlatko Janjić

Anlässlich des hundertjährigen Vereinsjubiläums wählten die Fans des SC Verl im Frühjahr 2024 die Jahrhundertelf des Vereins. Neben den elf Spielern wurden sieben Ersatzspieler, Trainer und Co-Trainer gewählt.
| Jahrhundertelf - Robin Brüseke - Marco Kaminski - Fabian Großeschallau - Daniel Mikic - Arne Friedrich - Matthias Haeder - Roger Schmidt - Jan Schöppner - Helmut Berenbrinker - Zlatko Janjić - Joachim Schulze | Trainer - Manfred Niehaus - Guerino Capretti Ersatzspieler - Andreas Ortkemper - Julian Schmidt - Raimund Bertels - Meinolf Kleinhans - Heinrich Schmidtgal - Ulf Raschke - Stephan Ritz |

### Ehemalige Spielerinnen
Der SC Verl brachte drei spätere Bundesligaspielerinnen hervor.
- Desirée Lenz (Herforder SV)
- Maja Sternad (Werder Bremen und Slowenische Nationalmannschaft)
- Maren Tellenbröker (2013–2015; FF USV Jena und U19-Nationalmannschaft)

### Ehemalige Trainer

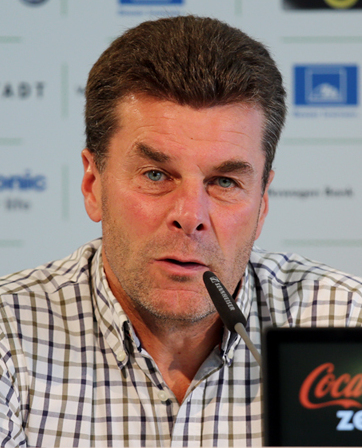
Dieter Hecking

Seit 1967 beschäftigte der SC Verl 25 Trainer, wobei Interimstrainer nicht berücksichtigt werden. Vier Trainer erlebten mehr als eine Amtszeit an der Poststraße. Gero Timmer, Dieter Brei und Fritz Grösche waren je dreimal Trainer des SC Verl. Guerino Capretti erreichte mit vier Jahren und zehn Monaten die längste Amtszeit aller Verler Trainer. Mario Ermisch war zwischen 2005 und 2009 viereinhalb Jahre Trainer und Manfred Niehaus zwischen 1980 und 1984 vier Jahre lang Trainer. Die kürzesten Amtszeiten – wieder ohne Berücksichtigung der Interimstrainer – teilen sich Heinz Knüwe, Wolfgang Knaupe, Dieter Brei und Reinhard Schröter, die allesamt nur vier Monate im Amt waren.
Unter Fritz Grösche gelang 1986 der Aufstieg in die Oberliga Westfalen. Die Oberliga-Meisterschaft 1991 wurde unter Trainer Reinhard Schröter errungen. Als die Verler in der Regionalligasaison 1994/95 Vizemeister wurden, hieß der Trainer Dieter Brei. Die zweite Meisterschaft in der Oberliga Westfalen erreichte das Team 2007 unter Mario Ermisch. Die Westfalenpokalsiege 1999 und 2007 wurden unter Fritz Grösche bzw. Mario Ermisch errungen. Der Aufstieg in die 3. Liga gelang unter dem Trainer Guerino Capretti.
Einige Verler Trainer konnten auf erfolgreiche Karrieren als Spieler zurückblicken. Bernard Dietz spielte 53-mal für die deutsche Nationalmannschaft und war Kapitän der Europameistermannschaft von 1980. Dieter Brei lief einmal in der deutschen B-Auswahl auf. Andreas Fischer, Gerd Roggensack, Ulrich Sude und Jörg Weber waren zu ihrer aktiven Zeit Bundesligaspieler, während Heribert Bruchhagen, Andreas Golombek und Dieter Hecking in der 2. Bundesliga gespielt haben.
Nach ihrer Zeit als Trainer beim SC Verl konnten einige Persönlichkeiten anderweitig Karriere machen. Heribert Bruchhagen ist heute Vorstandsmitglied der Deutschen Fußball Liga und war bis zum 8. März 2018 Vorstandsvorsitzender beim Hamburger SV. Dieter Hecking trainierte u. a. die Bundesligisten 1. FC Nürnberg, VfL Wolfsburg und Borussia Mönchengladbach.

## Weitere Mannschaften
In der Saison 2024/25 stellt der SC Verl 30 Mannschaften, davon drei Männermannschaften, eine Frauenmannschaft als Spielgemeinschaft mit Schwarz-Weiß Sende, vier Mädchen-, eine Seniorenmannschaft und 24 Jugendmannschaften. Die als „U21“ firmierende zweite Mannschaft spielt in der Oberliga Westfalen. Davor spielte man seit 2006 in der Landesliga und seit 2022 in der Westfalenliga. Die U19 stieg am Ende der Saison 2023/24 nach zwei Jahren in der A-Junioren-Bundesliga wieder in die A-Junioren-Westfalenliga ab, in der man seit 2011 vertreten ist. Die U18 wurde Meister der Westfalenliga, die U17 (B-Jugend) wurde Zweiter der Westfalenliga, die U15 stieg in die Regionalliga auf.

## Umfeld

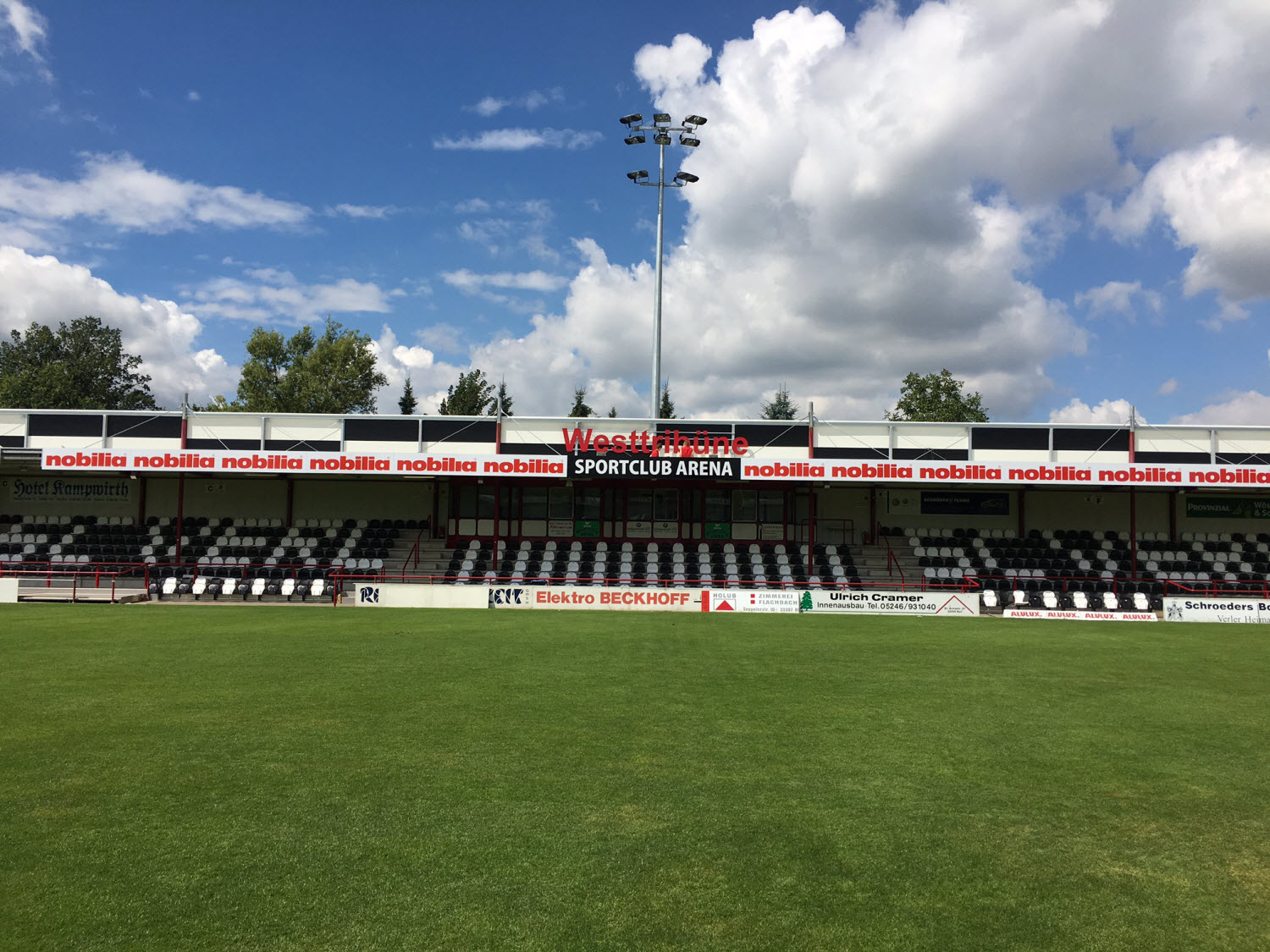
Sportclub Arena

### Stadion
Die Sportstätte des SC Verl in den allerersten Jahren war Auf der Heide. Von den 1930er Jahren bis Kriegsende spielte man auf einem Platz an der Birkenallee, wo sich heute das Verler Freibad befindet. Seit 1945 spielt der SC Verl auf dem Gelände an der Poststraße.
Mit der Einführung der Regionalliga im Jahr 1994 wurde der Sportplatz zum Stadion an der Poststraße ausgebaut, um die Anforderungen der neuen Spielklasse zu erfüllen. 2008 wurde das Stadion um Stehplätze auf der Gegengerade erweitert, 2016 erfolgte ein weiterer Ausbau (inkl. kompletter Überdachung), und die Umbenennung in Sportclub Arena.
Einige Male musste man ausweichen: So wurde die Aufstiegsrunde zur 2. Bundesliga 1991 im Gütersloher Heidewaldstadion ausgetragen. Das Rückspiel der Aufstiegsrelegation 2020 gegen Lok Leipzig fand aufgrund des COVID-19-Ausbruchs im Tönnies-Stammwerk in der SchücoArena in Bielefeld statt.
Für die 3. Liga forderte der DFB eine Stadionkapazität von 10.000 Zuschauern. Zwischen den Sonderregelungen aufgrund der COVID-19-Pandemie und den Übergangsregelungen für Aufsteiger durfte der SC Verl dennoch die meisten Heimspiele der Saison 2020/21 im eigenen Stadion austragen; für fünf Heimspiele wich man in die rund 30 Kilometer entfernte Benteler-Arena in Paderborn aus. Für die Saison 2021/22 wurde zunächst im Stadion am Lotter Kreuz in Lotte gespielt. Aufgrund von „nicht optimalen Verhältnissen“ zog man für die letzten Heimspiele wieder in die Benteler-Arena,. Die Saison 2022/23 spielte man alle Heimspiele in Paderborn.Saison 2022/23.
Im Laufe der Saison 2022/23 reduzierte der DFB die Mindestkapazität für Drittligastadien von 10.001 auf 5.001 Plätze. Dies machte den Weg frei für eine Drittliga-Ertüchtigung der Sportclub Arena. Die Umbauten (u. a. mehr Sitzplätze, Rasenheizung und verbessertes Flutlicht) sollten etwa acht Millionen Euro kosten. Die Stadt Verl beteiligte sich mit einem einmaligen Pauschalbetrag von vier Millionen Euro an den Kosten. Die Eigentumsrechte gingen in diesem Zuge auf eine Stadiongesellschaft über, an der die Stadt zu 40 % und der SC Verl zu 60 % beteiligt sind. Ab der Saison 2023/24 spielt der SC Verl wieder in der Sportclub Arena.
Mit dem ersten Drittliga-Heimspiel der Saison 2023/24 am 20. August 2023 gegen den SSV Jahn Regensburg kehrte der SC Verl wieder in sein Heimatstadion zurück.

### Fans
Der Verein hat fünf offizielle Fanclubs. Zum einen der 1999 gegründete Club Der harte Kern mit über 80 Mitgliedern, der 2020 gegründete Club Neunzehn24 mit 20 Mitgliedern, seit 2022 die Curia Verl, seit 2023 die Verler Wölfe 86 mit jeweils rund 40 Mitgliedern sowie seit 2024 die Jäger-Meister-Chicas Verl mit sieben Mitgliedern. Letzter ist ein rein weiblicher Fanclub. Fanbeauftragte des SC Verl sind Thorsten Nöthling und Ralf Konrad, wobei ersterer auch noch Behinderten- und Inklusionsbeauftragter ist.
Den höchsten Zuschauerschnitt der Vereinsgeschichte erreichte der SC Verl in der Saison 2024/25, als durchschnittlich 2789 Zuschauer die Spiele in der Sportclub Arena besuchten. Davor lag der Zuschauerrekord bei durchschnittlich 2625 Besuchern, aufgestellt in der Drittligasaison 2023/24. Den niedrigsten Zuschauerschnitt verzeichnete der Verein in der Regionalligasaison 2011/12, als nur 410 Besucher im Schnitt die Spiele sehen wollten. Seit der Rückkehr in die Sportclub Arena im Jahre 2023 konnte der Verein einen starken Zuwachs der Zuschauerzahlen verzeichnen.